# Saicho
Saichō (最澄) (15 de setembro de 767 – 26 de junho de 822) foi o monge budista japonês que fundou uma das duas escolas budistas do período Heian, a escola Tendai. Saicho viajou para a China durante a dinastia Tang, para receber treinamento nos ensinamentos da escola Tiantai. Depois de receber autorização como mestre nesta linhagem, Saicho voltou para o Japão para propagar seus ensinamentos. Fundou muitos templos e estabeleceu o centro de sua escola no Monte Hiei, próximo de Kyoto. Lá fundou o principal templo da escola Tendai,  o Enryaku-ji. Depois de morto, recebeu o título póstumo de Dengyō Daishi (伝教大師).
Saichō foi um autor prolífico, cujas principais obras são:
- Shōgon Jikkyō (照権実鏡) (817)
- Sange Gakushō Shiki (山家学生式) (818-819)
- Shugo Kokkai Shō (守護国界章) (818)
- Kenkairon (顕戒論) (820)